# Prowincja Neapol
Prowincja Neapol (wł. Provincia di Napoli) – była prowincja we Włoszech. 
Nadrzędną jednostką podziału administracyjnego jest region (tu: Kampania), a podrzędną jest gmina.
Działała do 31 grudnia 2014.
Liczba gmin w prowincji: 92.